# Галінґа (волость)
Га́лінґа (ест. Halinga vald) — волость в Естонії, адміністративна одиниця повіту Пярнумаа.

## Географічні дані
Площа волості — 365 км2, чисельність населення на 1 січня 2015 року становила 2863 особи.

## Населені пункти
Адміністративний центр — містечко Пярну-Яаґупі (ест. Pärnu-Jaagupi alev).
На території волості розташовані 43 села (ест. küla):
Ааза (Aasa), Алткюла (Altküla), Анелема (Anelema), Аразе (Arase), Вагенурме (Vahenurme), Вакалепа (Vakalepa), Валістре (Valistre), Вее (Vee), Галінґа (Halinga), Геленурме (Helenurme), Еаметса (Eametsa), Еенсе (Eense), Еерма (Eerma), Енґе (Enge), Ертсма (Ertsma), Кабліма (Kablima), Каелазе (Kaelase), Канґру (Kangru), Кодесмаа (Kodesmaa), Кунінґа (Kuninga), Ланґерма (Langerma), Легтметса (Lehtmetsa), Легу (Lehu), Лібатсе (Libatse), Лоомсе (Loomse), Майма (Maima), Мийзакюла (Mõisaküla), Мяекюла (Mäeküla), Наартсе (Naartse), Оезе (Oese), Палліка (Pallika), Перекюла (Pereküla), Пітсалу (Pitsalu), Пєеравере (Pööravere), Рооді (Roodi), Руккікюла (Rukkiküla), Салу (Salu), Сепакюла (Sepaküla), Соосалу (Soosalu), Сииріке (Sõõrike), Тарва (Tarva), Тирду (Tõrdu), Тюг'ясма (Tühjasma).

## Історія
24 жовтня 1991 року Галінґаська сільська рада була перетворена на волость.
У 1996 році до складу волості Галінґа була приєднана міська волость Пярну-Яаґупі (ест. Pärnu-Jaagupi alevvald).